# Ильман, Пётр Фёдорович
Пётр Фёдорович Ильман (ок. 1755 — после 1828) — обер-берггауптман 4-го класса, командир Горного кадетского корпуса. 

## Биография
Происходил из саксонских дворян; родился около 1755 года.
В 1770 году поступил в Московский университет. В 1773 году перешёл в только что открытое Горное училище и, окончив курс в 1776 году, был командирован для приобретения «практического знания» в поездку по русским заводам и рудникам, а в 1777 году был послан для усовершенствования в горных науках за границу и слушал лекции во Фрайбергской академии. После возвращения в Россию стал первым преподавателем Горного училища из числа окончивших курс в нём; с 1781 года преподавал в училище геологию, минералогию, горное искусство и немецкий язык, а с 1784 года — химию, пробирное искусство и металлургию.
В 1785 году сопровождал П. А. Соймонова в его поездке для осмотра приходивших в упадок Колывано-Воскресенских заводов и устроил там фабрику для обогащения руды. В 1793 году вышел в отставку, но в 1801 году вернулся на службу, был произведён в обер-берггауптманы 5-го класса и назначен инспектором Горного училища. В 1804 году стал членом Берг-коллегии; в 1807—1816 годах состоял старшим членом в департаменте Берг-коллегии, учреждённом при департаменте горных и соляных дел для решения и окончания старых дел.
П. Ф. Ильман пользовался репутацией весьма сведущего горного чиновника, почему горное ведомство не раз обращалось к нему, когда решение какого-либо вопроса требовало добросовестного исследования. В 1804 году он, по собственной просьбе был отправлен на Урал, на вновь открытые Чусовские заводы для производства опытов над изобретённым им усовершенствованным способом извлечения золота из руд; Ильман производил свои опыты на Берёзовском заводе, но они не дали ценных результатов. Но во время этого посещения Урала Ильман обратил внимание на местные золотоносные россыпи и возвратившись в Петербург, в записке поданной в Берг-коллегию, предлагал возобновить добывание золота из золотоносных песков близ Ключевского и Царево-Елизаветинского рудников, утверждая, что это обойдется дешевле, нежели разработка Чусовских руд; неизвестно почему, но это предложение не обратило на себя внимание и только в 1814 году благодаря Л. И. Брусницыну золотые россыпи Урала получили надлежащую известность.
В 1808 году Ильман был послан на Луганский литейный завод. Ещё в 1807 году горный начальник Луганского завода Нилус указал в своём донесении, что опыты выплавки там чугуна из местных руд были малоуспешны. Для исследования на месте причин такого неуспеха и изыскания средств к устранению их Ильман и был отправлен в командировку. Вследствие проведённых опытов Луганский завод продолжил работать на уральском чугуне; по мнению Е. П. Ковалевского неудачные результаты, полученные Ильманом, зависели отчасти от незнакомства его с особенностями выплавки чугуна на минеральном горючем.
В 1809 году Ильману было поручено исследование каменноугольных месторождений близ Боровичей; исследования показали, что разработка угля под Боровичами не может быть выгодна и она была остановлена.
С 1816 года П. Ф. Ильман был командиром Горного кадетского корпуса. Указом от 23 января 1818 года был уволен в отставку. Был награждён орденом Св. Владимира 3-й ст. (17.01.1817)
Его сыновья: полковник Корпуса горных инженеров Фёдор Петрович Ильман (1804—20.03.1883); полковник Николай Петрович Ильман (1809—1870). Дочь: Надежда (16.06.1813—13.05.1814).